# قهرمان من
قهرمان من (به انگلیسی: My Hero) سومین تک‌آهنگ از دومین آلبوم استودیویی فو فایترز، گروه راک آمریکایی است. این تک‌آهنگ در سال ۱۹۹۸ منتشر شد، هرچند که از سال ۱۹۹۵ به صورت زنده توسط گروه اجرا می‌شد. بر طبق گفته دیو گرول، ترانه به مردم عادی تقدیم شده است، چرا که گرول در هنگام خردسالی قهرمان موسیقایی یا ورزشی نداشته است. در حین حضور گروه فو فایترز در برنامه قصه‌سرایان وی‌اچ‌وان در سال ۲۰۰۹، دیو گرول اظهار داشت که ترانه در حین تماشا کردن فیلم‌های دهه ۸۰ میلادی سروده شده است.